# Масове вбивство білорусів Підляшшя (1946)
Масове вбивство білорусів Підляшшя у 1946 році — насильницькі акти проти православних білорусів, вчинені бандою колишніх бійців польської Армії Крайової з капітаном Ромуальдом Райсом на території Білостоцького воєводства у січні-лютому 1946 року. Під час рейду бандою Райса було спалено за етнічною ознакою п'ять сіл і вбито 79 православних білорусів, у тому числі малих дітей, жінок і людей похилого віку.

## Передісторія

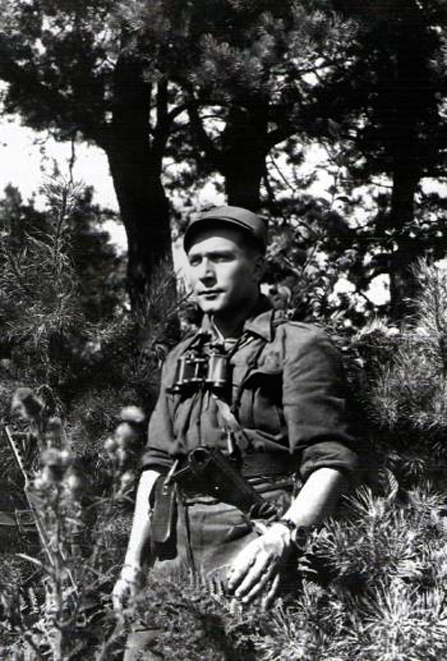
Ромуальд Райс у 1943 році

Банда Райса складалася з близько 200 осіб — колишніх бійців Армії Крайової з Віленщини та місцевих поляків.. Після офіційного розпуску Армії Крайової Ромуальд Райс приєднався до армії комуністичної Польщі, але згодом дезертирував і приєднався до антикомуністичного підпілля., приєднавшись до Національного військового союзу (Narodowe Zjednoczenie Wojskowe).
28 січня 1946 банда Райса у складі Крайової військової частини опинилася біля села Лазиця. Там поляки зупинили вагон, яким місцеві селяни збирали дрова для школи.. Райс звільнив католиків кучерів і змусив православних перевезти його банду. 29 січня підрозділ «Бурого» здійснив успішний напад на радянський гарнізон у Гайнівці, убивши двох радянських солдатів і захопивши в полон підполковника, який зрештою зміг втекти. 30 січня банда «Бурого», проїжджаючи через село Красноє Сяло, вирішила обміняти візників. Солтису села наказали підготувати нові підводи. З Красного Сяла виїхала група з 12 водіїв вантажівок, з яких повернулися лише четверо.

## Хронологія подій

### Спалення сіл Заляшани та Вигановська Волька
29 січня 1946 року банда «Бурого» прибула до села Заляшани. У Заляшанах Ромуальд Райс наказав зібрати всіх людей на збори в будинку Дмитра Сахарчука. 16-річного Петра Дземенюка, а також червоноармійця Олександра Зелінка вивели на двір і розстріляли. Двері будинку заблокували та підпалили будівлю. Людям вдалося звільнитися і врятуватися. Райс наказав підпалити все село, і 16 людей, у тому числі діти та жінки, або згоріли у вогні, або були розстріляні на внутрішніх двориках, коли намагалися втекти від полум'я.
Далі батальйон Райса «Бурого» перебрався до сусідньої Вигановської Вольки. За відмову допомогти поляки підпалили комори та застрелили двох мешканців: Яна Зінкевича та Стефана Бабулевича.

### Вбивства візників
30 січня відділ опинився у лісі біля села Старі Пухали і вирішив позбутися візників. Тих із них, хто вмів хреститися по-католицькому і читати молитву «Отче наш» польською, відправили додому, решту вбили.. За словами очевидців, тієї ночі з лісу було чути крики закатованих людей і лише поодинокі постріли.. За словами журналіста Яна Максимюка, який досліджував цю тему, візників, ймовірно, вбивали сокирами, а розстрілювали лише тих, хто намагався втекти..
Загалом цієї ночі було вбито 30 або 31 особа з 12 сіл (Краснає Сяло, Збуч, Чижи, Вялікія Пасєчнікі, Ягаднікі, Лазиця, Махнатає, Заляшани, Раковічі, Кривая, Арешкава, Вигановська Волька).

### Спалення сіл Зані та Шпаки
2 лютого банда Райса спалила села Зані (вбивши 24 особи) та Шпакі (загинули 9 людей). Бандити розстрілювали тих, хто намагався втекти від вогню. Найстаршому загиблому було 83 роки, наймолодшому — 4 роки.

## Суд і слідство
Ромуальд Райс був схоплений комуністичною польською владою 1948 року. Його судили в Білостоці і повісили 1949 року.. Райс не визнав своєї провини в розправі над білорусами і переклав відповідальність за вбивства на свого заступника.

## Оцінки
Польський комуністичний режим використав різанину 1946 року в пропагандистських цілях. Однак ці події не були визнані актом геноциду чи етнічної чистки.
У 1970 році в селі Зані встановлено меморіальну дошку на згадку про жертв масового вбивства.. Місця поховання деяких жертв знайшли лише через 50 років після трагедії. Після падіння комуністичного режиму було створено «Комітет сімей загиблих водіїв вантажівок», останки жертв трагедії перепоховано на військовому кладовищі в Більську-Підляському та встановлено пам'ятник з викарбуваними на ньому іменами жертв та їхнього ката.. У річницю трагедії в Залешанах і Більську-Підляському відбуваються офіційні пам'ятні заходи..
Представники білоруської меншини в Польщі оцінюють різанину 1946 року як одну з найважливіших подій у повоєнній історії краю. За словами Яна Максимюка, трагедія «є найважливішою історичною подією, яка залишилася у свідомості всіх білорусів Білосточчини і в оцінці якої вони абсолютно одностайні».. За оцінкою історика Олега Латишонака, рейд Бурого «сприяв тому, що білоруси більше сподівалися на комуністичну Польщу, аніж на відновлення довоєнної»..
Націоналістичні сили в Польщі прагнуть реабілітувати Ромуальда Райса та його банду. У лютому 1991 в Польщі було прийнято закон, на підставі якого були скасовані вироки репресованим за діяльність на користь незалежної польської держави. Таким чином було фактично реабілітовано Ромуальда Райса «Бурого».. У 1995 році Військовий суд у Варшаві скасував смертний вирок Ромуальду Райсу та реабілітував його, постановивши, що «стан крайньої необхідності змусив їх приймати рішення, які не завжди були етично чіткими».. Його нащадкам виплачено компенсацію.
Багато років розслідування кривавого рейду «Бурого» вів польський Інститут національної пам'яті. У 2005 році Інститут зробив офіційний висновок, що розправа над жителями білоруських сіл бандою Райса в 1946 році була злочином з ознаками геноциду. Жодних наслідків це рішення не мало: у цій справі нікому не притягнули додаткове звинувачення, реабілітацію «Бурого» не скасували, родинам закатованих і спалених не виплатили компенсації. Районний суд у Білостоці того ж року визнав дії банди Райса злочином геноциду.
2 лютого 2012, у річницю вбивства білоруських візників, польський Сейм постановив відзначати 1 березня як «День проклятих вояків».

## Вшанування пам'яті
- Пам'ятник православним жителям Білостока, загиблим і зниклим безвісти в 1939—1956 рр..
- Пам'ятник загиблим білорусам на Бєльському військовому кладовищі.
- Хрест у селі Синьківці (Підляське воєводство) з написом «Од наглай и неспадеванай сьмерти сохрани нас госпади»
- У 2019 році православний митрополит Варшави і всієї Польщі Сава освятив наріжний камінь майбутнього храму в селі Заляшани, де в січні 1946 року загін під командуванням Ромуальда Райса «Бурого» розстріляв місцевих білорусів і спалили село[9].
- У 2021 році Президент Польщі Анджей Дуда поклав вінок і помолився біля пам'ятника Підляським і Хелмським мученикам, встановленому в Заляшанах. Він прибув до Заляшан у супроводі митрополита Сави[10].

Пам'ятники жертвам
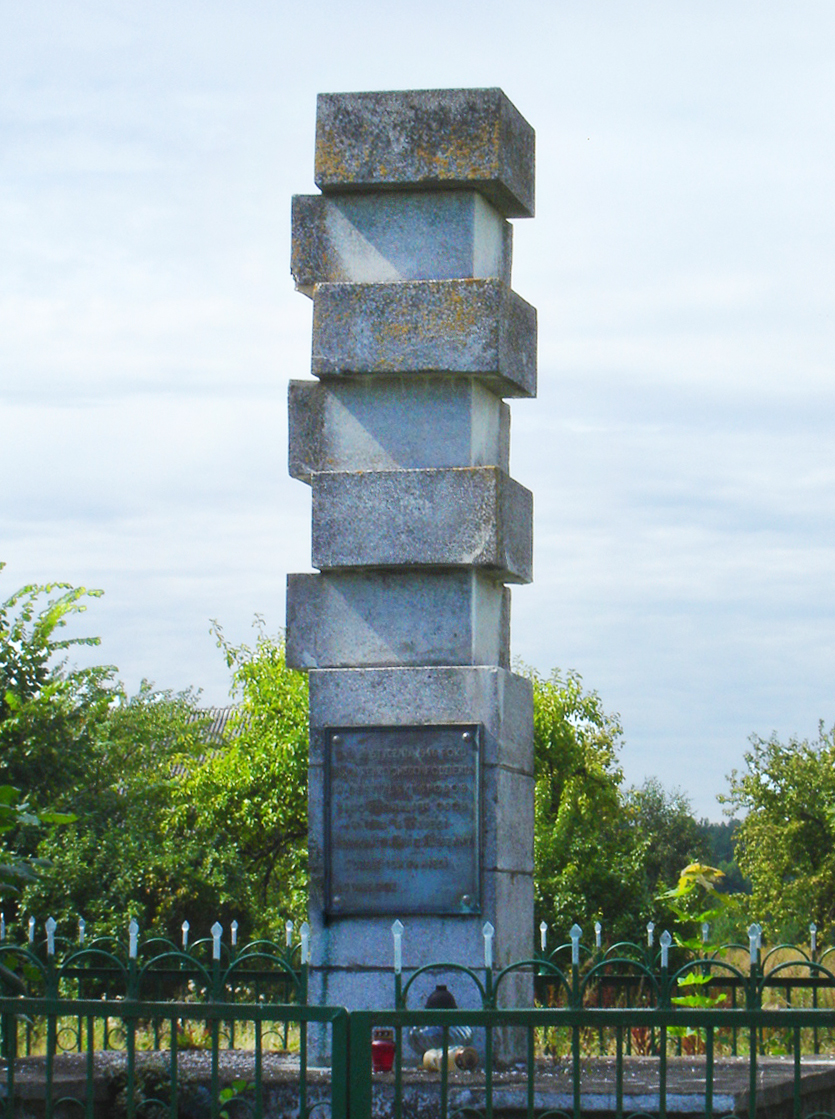
Пам'ятник жертвам банди Райса в селі Заляшани
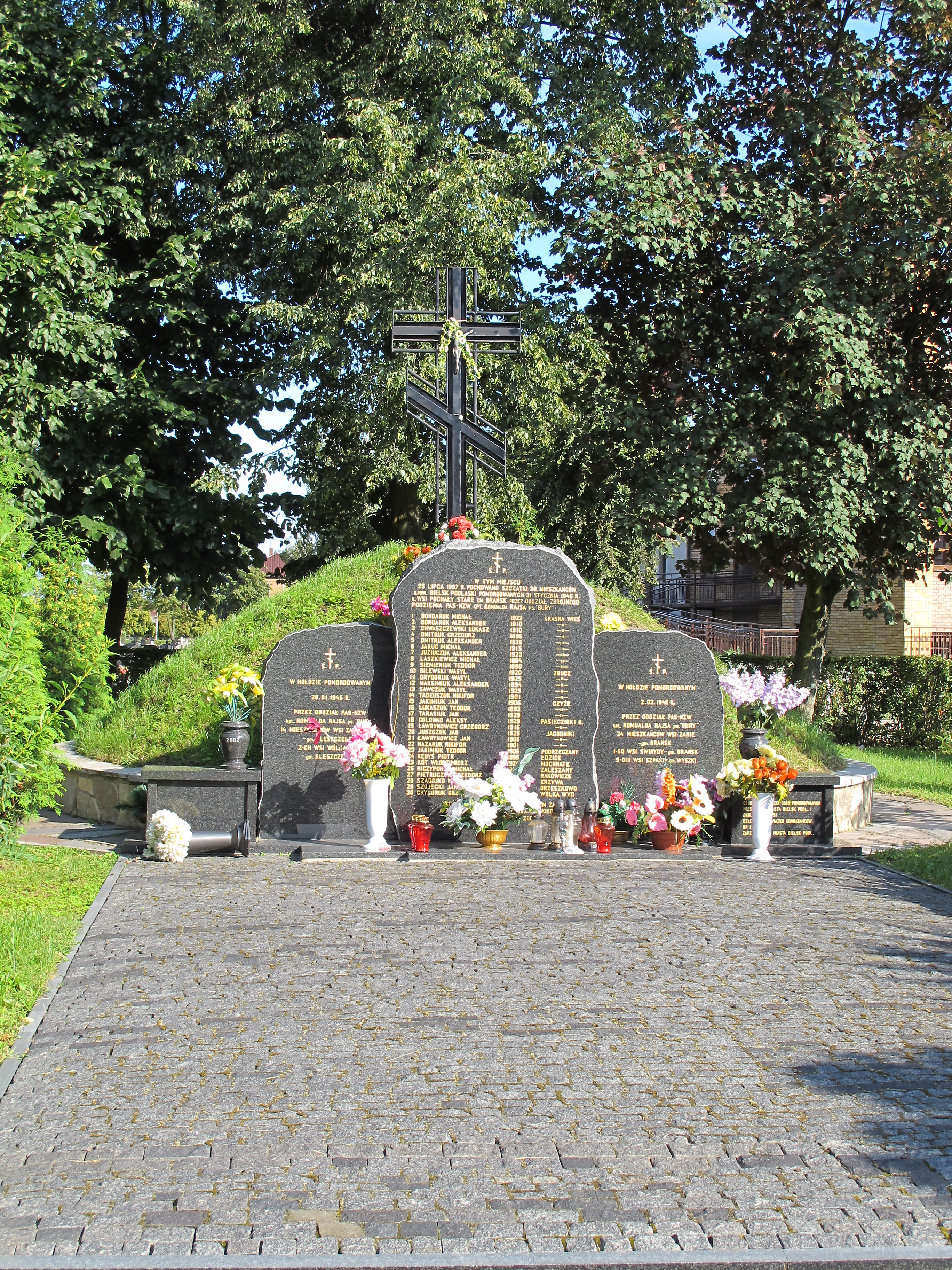
Могила перепохованих візників
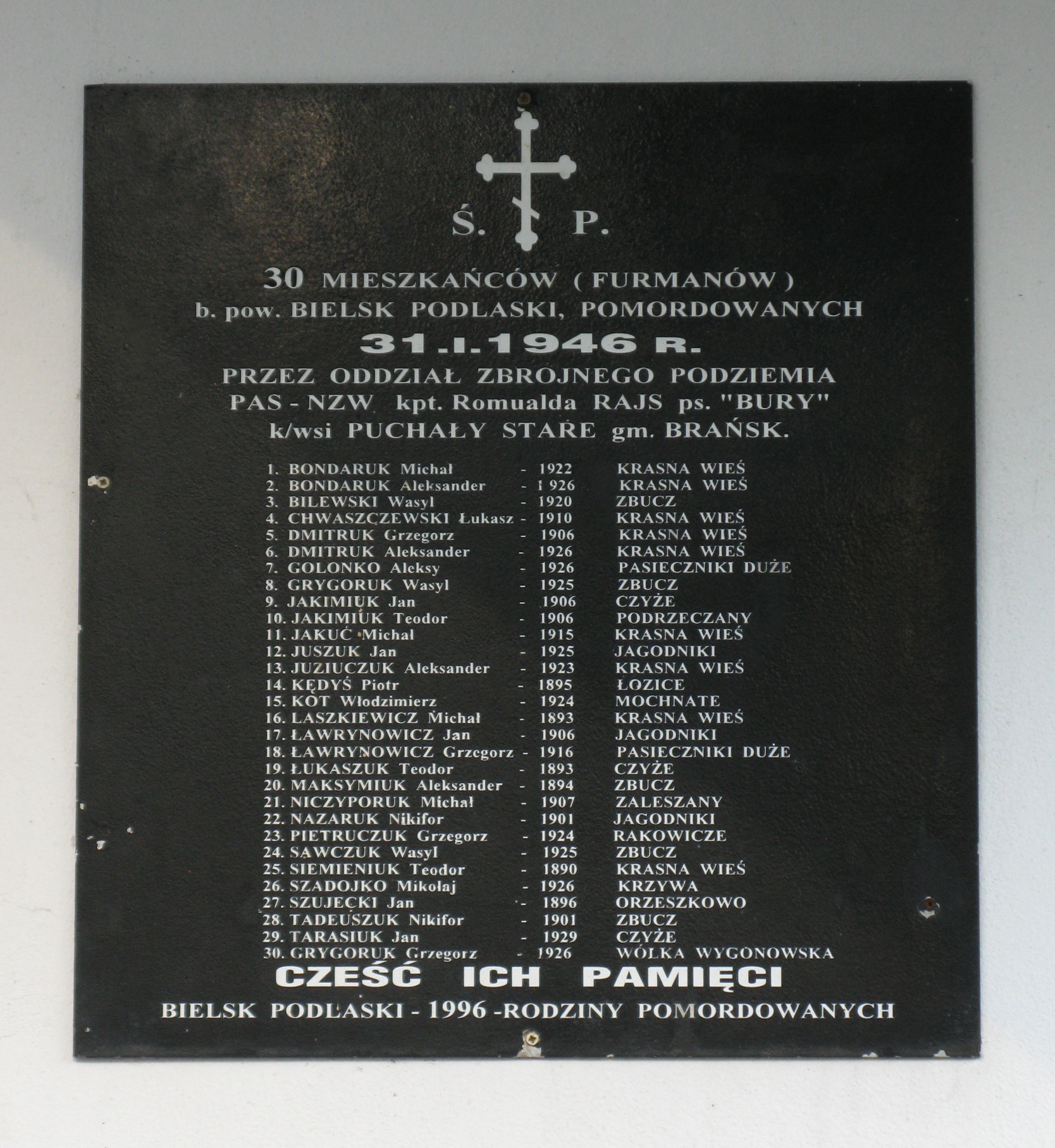
Пам'ятний знак на церкві Михаїла Архангела у Виганівській Вольці
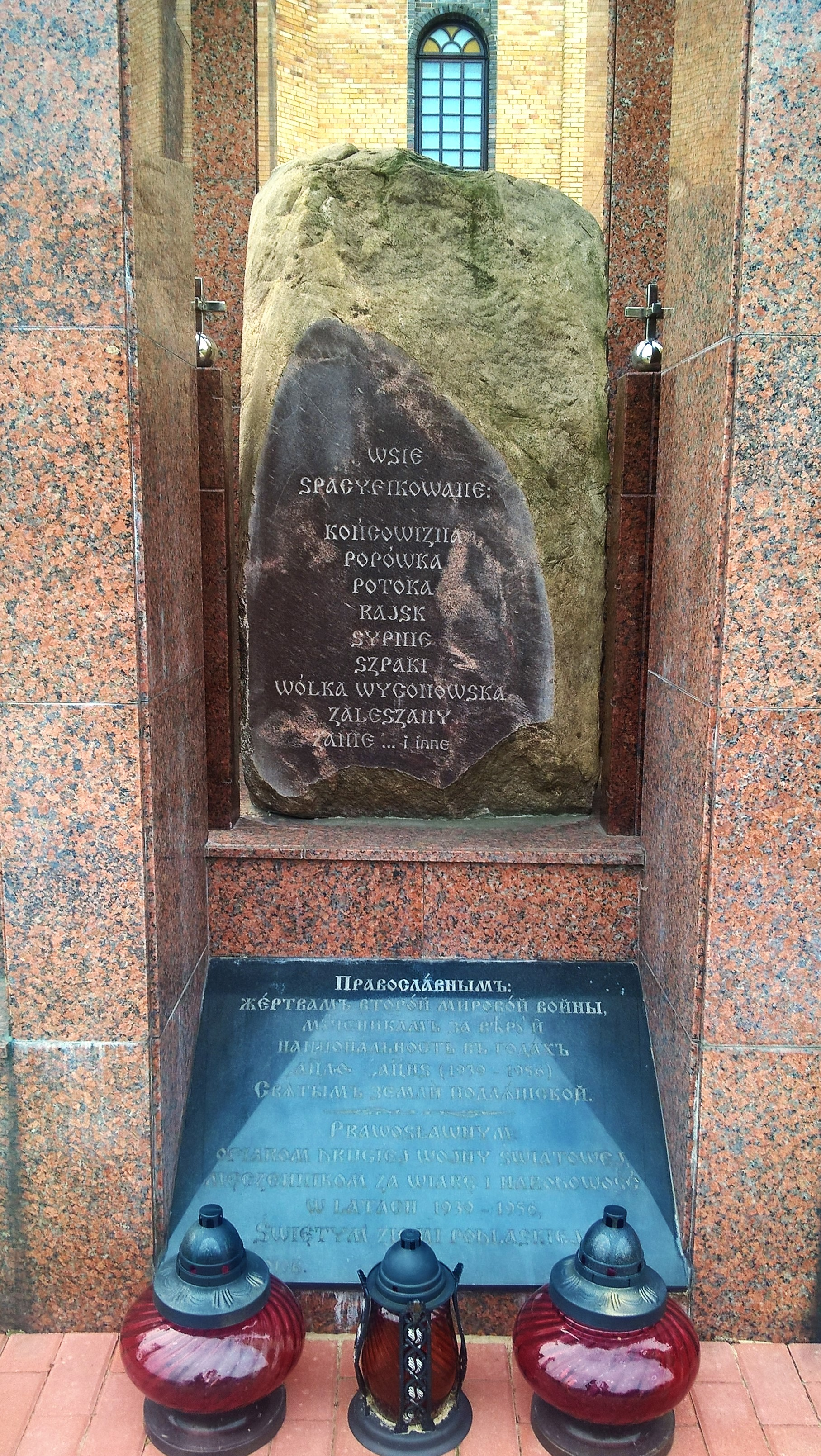
Пам'ятник усім православним жителям Підляшшя, загиблим під час післявоєнної збройної боротьби. Білосток

## В культурі
Художня книга відомої польської письменниці білоруського походження Катажини Бонди «Окулярник» присвячена подіям 1946 року.